# Ephedromyia debilopalpis
Ephedromyia debilopalpis är en tvåvingeart som beskrevs av Marikovskij 1953. Ephedromyia debilopalpis ingår i släktet Ephedromyia och familjen gallmyggor.
Artens utbredningsområde är Kazakstan. Inga underarter finns listade i Catalogue of Life.